# Verdello

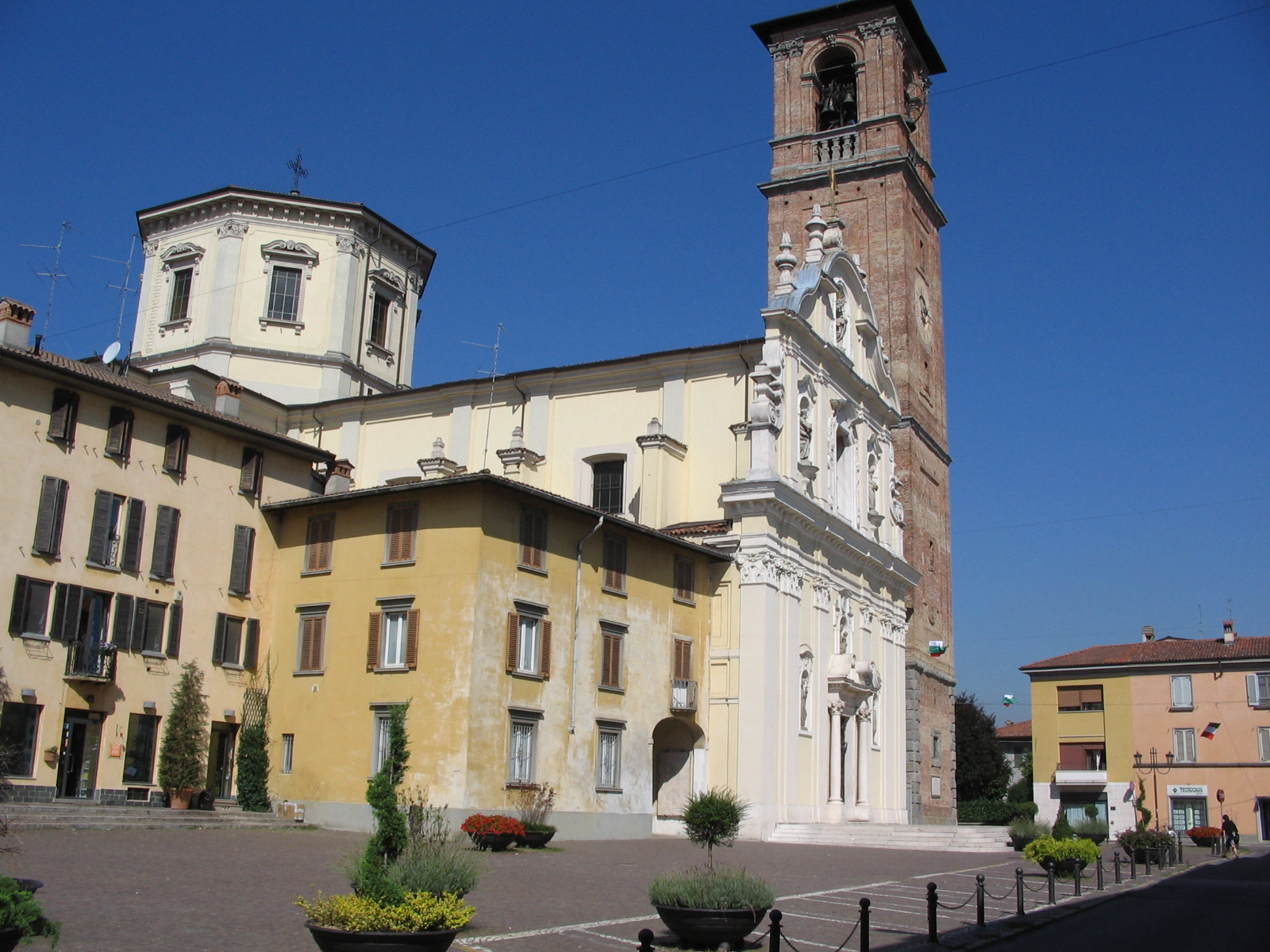
Verdello

Verdello (lombardisch Verdèl) ist eine italienische Stadt mit 8136 Einwohnern (Stand 31. Dezember 2023) in der Provinz Bergamo in der Lombardei.

## Lage und Daten
Verdello liegt etwa zehn Kilometer südlich von Bergamo. Die Nachbargemeinden sind Arcene, Ciserano, Comun Nuovo, Levate, Pognano, Spirano und Verdellino.

## Persönlichkeiten
- Carlo Luigi Buronzo del Signore (1731–1806), römisch-katholischer Geistlicher und Erzbischof von Turin